# توماس والاس
توماس والاس (بالإنجليزية: Thomas Wallace)‏ (1 يوليو 1906 في المملكة المتحدة - 1 يناير 1939) هو لاعب كرة قدم بريطاني (وحمل سابقاً جنسية المملكة المتحدة لبريطانيا العظمى وأيرلندا) في مركز الدفاع. لعب مع نادي بيرنلي.